# Cours-de-Pile
Cours-de-Pile (okzitanisch: Cors-de-Pilas) ist eine Gemeinde mit 1.563 Einwohnern (Stand: 1. Januar 2022) im Département Dordogne im Südwesten Frankreichs in der Region Nouvelle-Aquitaine. Cours-de-Pile gehört zum Arrondissement Bergerac und zum Kanton Bergerac-2. Die Einwohner werden Cours-de-Pilois genannt.

## Geographie
Cours-de-Pile liegt im Süden des Départements Dordogne im Périgord am Ufer des Flusses Dordogne, der die Gemeinde im Norden begrenzt. An der westlichen Gemeindegrenze verläuft der Fluss Conne. Umgeben wird Cours-de-Pile von den Nachbargemeinden Creysse im Norden, Saint-Germain-et-Mons im Osten, Saint-Nexans im Süden sowie Bergerac im Westen und Nordwesten.

## Bevölkerungsentwicklung
| 1962                       | 1968 | 1975 | 1982 | 1990 | 1999 | 2006 | 2017 |
| -------------------------- | ---- | ---- | ---- | ---- | ---- | ---- | ---- |
| 572                        | 628  | 868  | 1203 | 1329 | 1300 | 1415 | 1578 |
| Quellen: Cassini und INSEE |      |      |      |      |      |      |      |

## Sehenswürdigkeiten
- Kirche Décollation-de-Saint-Jean-Baptiste
- Schloss Pile aus dem 15. Jahrhundert mit Umbauten aus dem 17. Jahrhundert

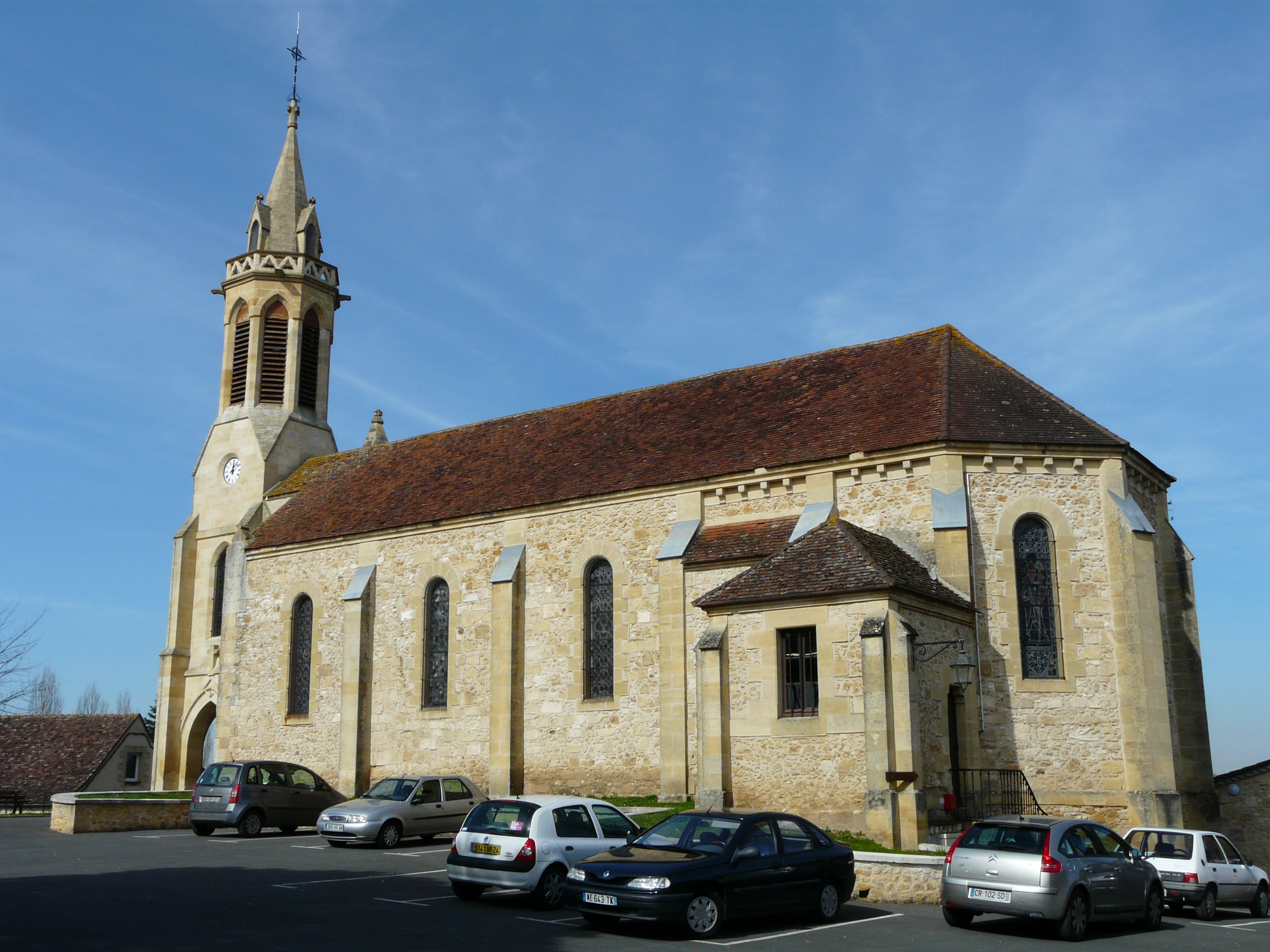
Kirche Décollation-de-Saint-Jean-Baptiste